# Article 42 du traité sur l'Union européenne
L’article 42 du traité sur l'Union européenne fait partie du Titre V : « Dispositions générales relatives à l’action extérieure de l’Union et dispositions spécifiques concernant la politique étrangère et de sécurité commune ». Il est notamment connu pour la clause de défense mutuelle qu'il contient.

## Disposition
L'article 42 (ex-article 17 TUE) dispose :

« 1. La politique de sécurité et de défense commune fait partie intégrante de la politique étrangère et de sécurité commune. Elle assure à l'Union une capacité opérationnelle s'appuyant sur des moyens militaires, et civils. L'Union peut y avoir recours dans des missions en dehors de l'Union afin d'assurer le maintien de la paix, la prévention des conflits et le renforcement de la sécurité internationale conformément aux principes de la charte des Nations unies. L'exécution de ces tâches repose sur les capacités fournies par les États membres.
2. La politique de sécurité et de défense commune inclut la définition progressive d'une politique de défense commune de l'Union. Elle conduira à une défense commune, dès lors que le Conseil européen, statuant à l'unanimité, en aura décidé ainsi. Il recommande, dans ce cas, aux États membres d'adopter une décision dans ce sens conformément à leurs règles constitutionnelles respectives.
La politique de l'Union au sens de la présente section n'affecte pas le caractère spécifique de la politique de sécurité et de défense de certains États membres, elle respecte les obligations découlant du traité de l'Atlantique nord pour certains États membres qui considèrent que leur défense commune est réalisée dans le cadre de l'Organisation du traité de l'Atlantique nord (OTAN) et elle est compatible avec la politique commune de sécurité et de défense arrêtée dans ce cadre.
3. Les États membres mettent à la disposition de l'Union, pour la mise en œuvre de la politique de sécurité et de défense commune, des capacités civiles et militaires pour contribuer aux objectifs définis par le Conseil. Les États membres qui constituent entre eux des forces multinationales peuvent aussi les mettre à la disposition de la politique de sécurité et de défense commune.
Les États membres s'engagent à améliorer progressivement leurs capacités militaires. L'Agence dans le domaine du développement des capacités de défense, de la recherche, des acquisitions et de l'armement (ci-après dénommée « Agence européenne de défense ») identifie les besoins opérationnels, promeut des mesures pour les satisfaire, contribue à identifier et, le cas échéant, mettre en œuvre toute mesure utile pour renforcer la base industrielle et technologique du secteur de la défense, participe à la définition d'une politique européenne des capacités et de l'armement, et assiste le Conseil dans l'évaluation de l'amélioration des capacités militaires.
4. Les décisions relatives à la politique de sécurité et de défense commune, y compris celles portant sur le lancement d'une mission visée au présent article, sont adoptées par le Conseil statuant à l'unanimité, sur proposition du haut représentant de l'Union pour les affaires étrangères et la politique de sécurité ou sur initiative d'un État membre. Le haut représentant peut proposer de recourir aux moyens nationaux ainsi qu'aux instruments de l'Union, le cas échéant conjointement avec la Commission.
5. Le Conseil peut confier la réalisation d'une mission, dans le cadre de l'Union, à un groupe d'États membres afin de préserver les valeurs de l'Union et de servir ses intérêts. La réalisation d'une telle mission est régie par l'article 44.
6. Les États membres qui remplissent des critères plus élevés de capacités militaires et qui ont souscrit des engagements plus contraignants en la matière en vue des missions les plus exigeantes, établissent une coopération structurée permanente dans le cadre de l'Union. Cette coopération est régie par l'article 46. Elle n'affecte pas les dispositions de l'article 43.
7. Au cas où un État membre serait l'objet d'une agression armée sur son territoire, les autres États membres lui doivent aide et assistance par tous les moyens en leur pouvoir, conformément à l'article 51 de la charte des Nations unies. Cela n'affecte pas le caractère spécifique de la politique de sécurité et de défense de certains États membres.
Les engagements et la coopération dans ce domaine demeurent conformes aux engagements souscrits au sein de l'Organisation du traité de l'Atlantique Nord, qui reste, pour les États qui en sont membres, le fondement de leur défense collective et l'instance de sa mise en œuvre. »

## Structure de l'article

### Article 42(5): coalition des volontaires
Selon Blanke et Mangiameli, l'article 42(5) fait référence à la possibilité de mettre en place une coalition des volontaires (coalition of the willing).

### Article 42(7): clause de défense mutuelle
La clause de défense mutuelle a été introduite dans les traités fondateurs de l'Union européenne par le traité de Lisbonne ; c'est un type de clause présent généralement dans les organisations de type alliance militaire défensive, tel que l'article 5 du traité fondateur de l'OTAN.
Blanke et Mangiameli soulignent néanmoins une différence importante entre l'article 5 et le contenu de l'article 42(7) TUE reposant sur quatre éléments : un concernant le seuil d'activation, un aspect concernant la portée de l'aide à apporter, la question de la neutralité et le lien avec l'OTAN.

## Sources

#### Publications institutionnelles
- « Proposition de résolution déposée à la suite d'une déclaration de la vice-présidente de la Commission/haute représentante de l'Union pour les affaires étrangères et la politique de sécurité conformément à l'article 123, paragraphe 2, du règlement sur la mise en œuvre de l'article 42, paragraphe 7, du traité sur l'Union européenne », sur le site du Parlement européen, 14 janvier 2016
- « Résolution du Parlement européen du 21 janvier 2016 sur la clause de défense mutuelle (article 42, paragraphe 7, du traité sur l'Union européenne) », sur le site du Parlement européen, 21 janvier 2016

#### Ouvrages et articles spécialisés
- Thierry Tardy, « Mutual defence – one month on », ISSUE Alert, no 55,‎ 2015 (lire en ligne)
- (en) Hermann-Josef Blanke et Stelio Mangiameli, The Treaty on European Union (TEU) : A Commentary, Springer, novembre 2013, 1821 p. (ISBN 978-3-642-31705-7)

#### Articles de presses
- Nathalie Guibert et Jean-Pierre Stroobants, « Après les attentats, Paris sollicite l’assistance de ses voisins », Le Monde,‎ 17 novembre 2015 (lire en ligne)
- (en) Ian Traynor, « France invokes EU's article 42.7, but what does it mean? », The Guardian,‎ 17 novembre 2015 (lire en ligne)
- Jorge Valero, « La France « en guerre » invoque la clause de défense mutuelle de l’UE », Euractiv,‎ 17 novembre 2015 (lire en ligne)

## Compléments